# 菅健次郎

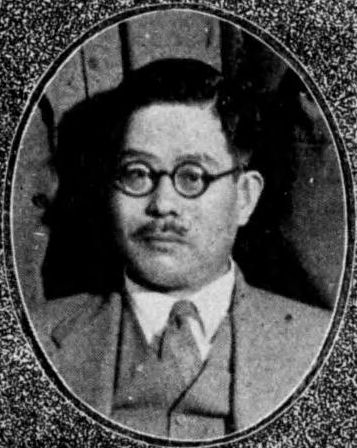
菅健次郎

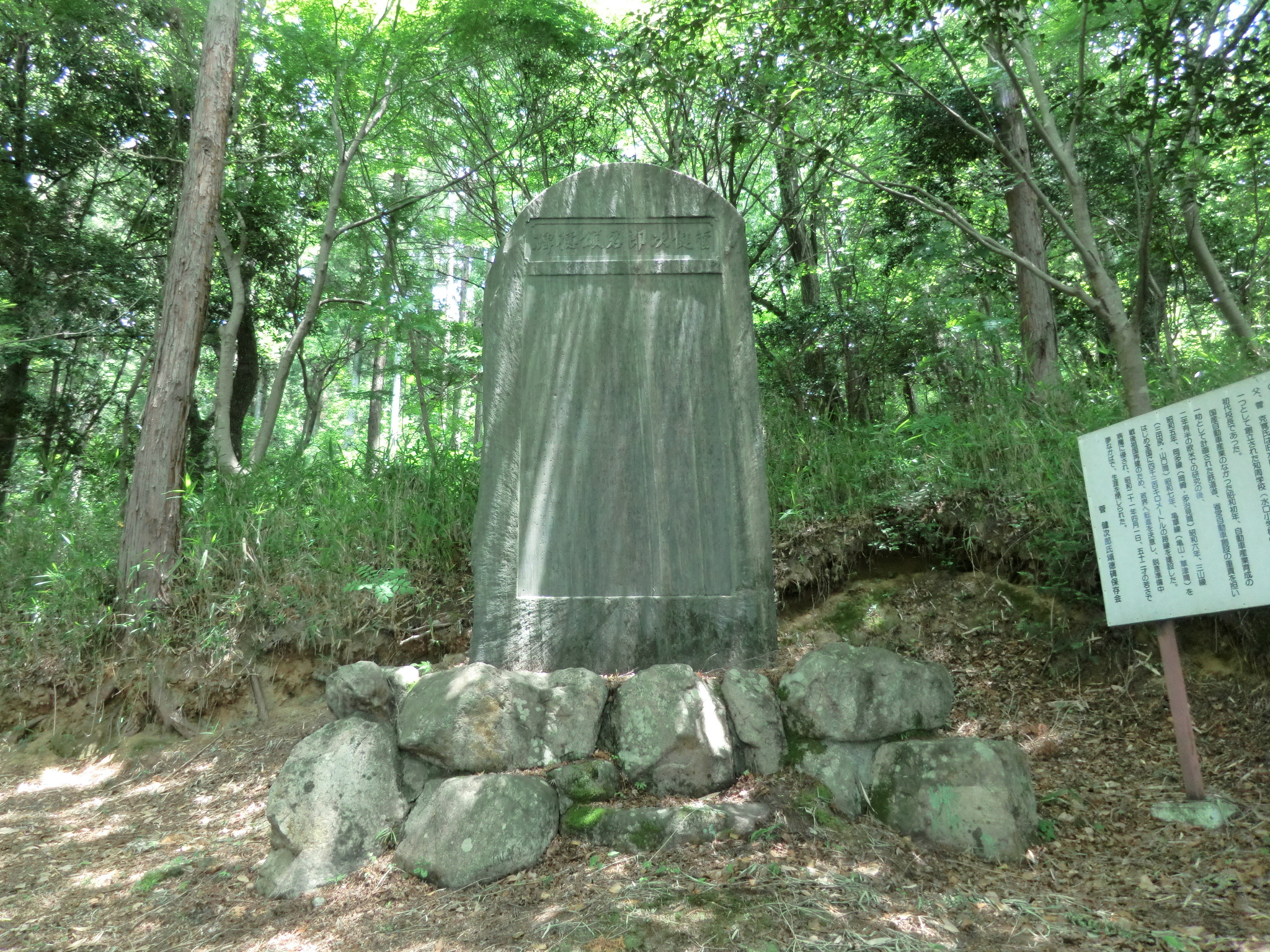
旧国鉄バス水口営業所近くの顕彰碑

菅 健次郎（かん けんじろう、明治28年（1895年）5月6日 - 昭和21年（1946年）4月1日）は、日本の鉄道官僚、柔道家。国鉄バス創始者とも言われる。

## 経歴
滋賀県甲賀郡水口町（現在の甲賀市）出身。水口小学校卒業、旧制膳所中学校、第五高等学校を経て、1921年（大正10年）に東京帝国大学法学部法律学科（独法）を卒業。講道館柔道七段を授けられている。
鉄道省に入省。在外研究員となり、1928年（昭和3年）にアメリカに渡り、自動車運輸の重要性に着眼し、2年半、欧米にて調査研究を行った。省営自動車（旧国鉄バスの前進）の創設に尽力した。当時は外国産のバスに押され、国産バスについても外国製部品の組み立てが多く、完全な国産はできていなかったところ、運輸局長久保田敬一の指示により、国産バスの開発を推進した。
1930年（昭和5年）12月20日、嚆矢線として岡多線（岡崎・多治見・高蔵寺間）57.1kmにはじめて省営自動車を開通させた。以後、1931年（昭和6年）5月11日の三山線（三田尻・山口間）、1932年（昭和7年）3月25日に亀三線（亀山・三雲間、のち亀草線）をはじめ、全国に多数の路線を建設した。なお、最初の3線は菅が試験線として創ったもので、車輛、道路、運転、営業、民間の補填など、様々な研究を行った。悪路や山道の走行ではガソリン消費量が多く、燃費対策が求められ、バス用ディーゼルエンジンの開発を推進した。
バスの開発とともに、大出力エンジンの応用により、機関車、車、建設機械、船舶機関などにも活用できるとその必要性を説いた。
千葉運輸事務所長、名古屋鉄道局庶務課長、同局教習所長、同局運輸課長、運輸局自動車課長、関東軍交通部次長、鉄道監察官、関東軍司令部附、関東軍参謀部附を歴任し、1940年（昭和15年）に退官した。退官後は、華北交通株式会社自動車局長、同参与・済南鉄路局長、帝国薪炭統制会理事、全国自動車燃料会長を歴任した。

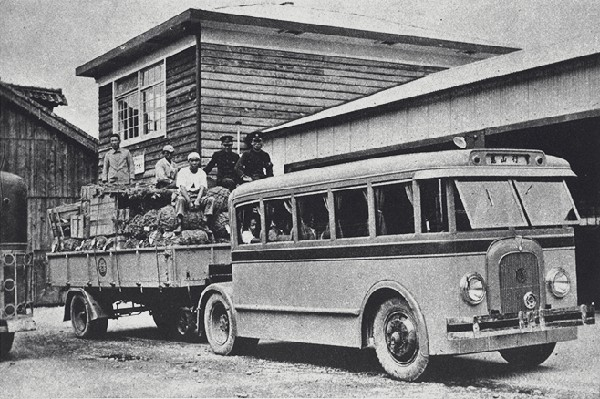
亀草線のバス

## 著書
- 「自動車の道路損傷に就て」『道路の改良』第14巻 第12号 pp. 29–37、道路改良会、1932年。
- 『國産自動車工業の現在及將来』（經濟研究叢書、號外33）、日本工業倶楽部経済研究会、1936年。
- 「省營自動車の將來」『省営自動車十年史』 pp. 9–12、省営自動車十年史刊行会、1940年。
- 『自動車を語る : 菅健次郎論説』、自動車交通弘報社、1948-1949年。